# Casa do Fauno

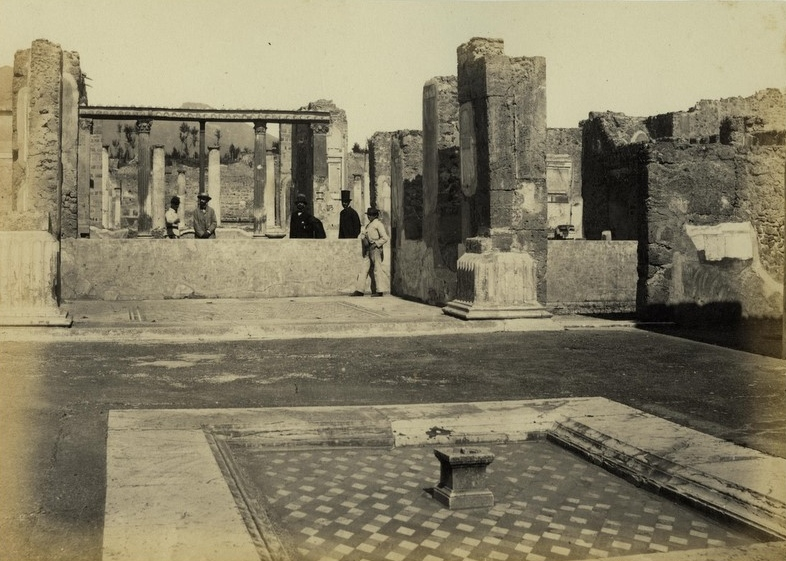
Imagem da Casa do Fauno, por volta de 1900.
Fotografia de Giorgio Sommer

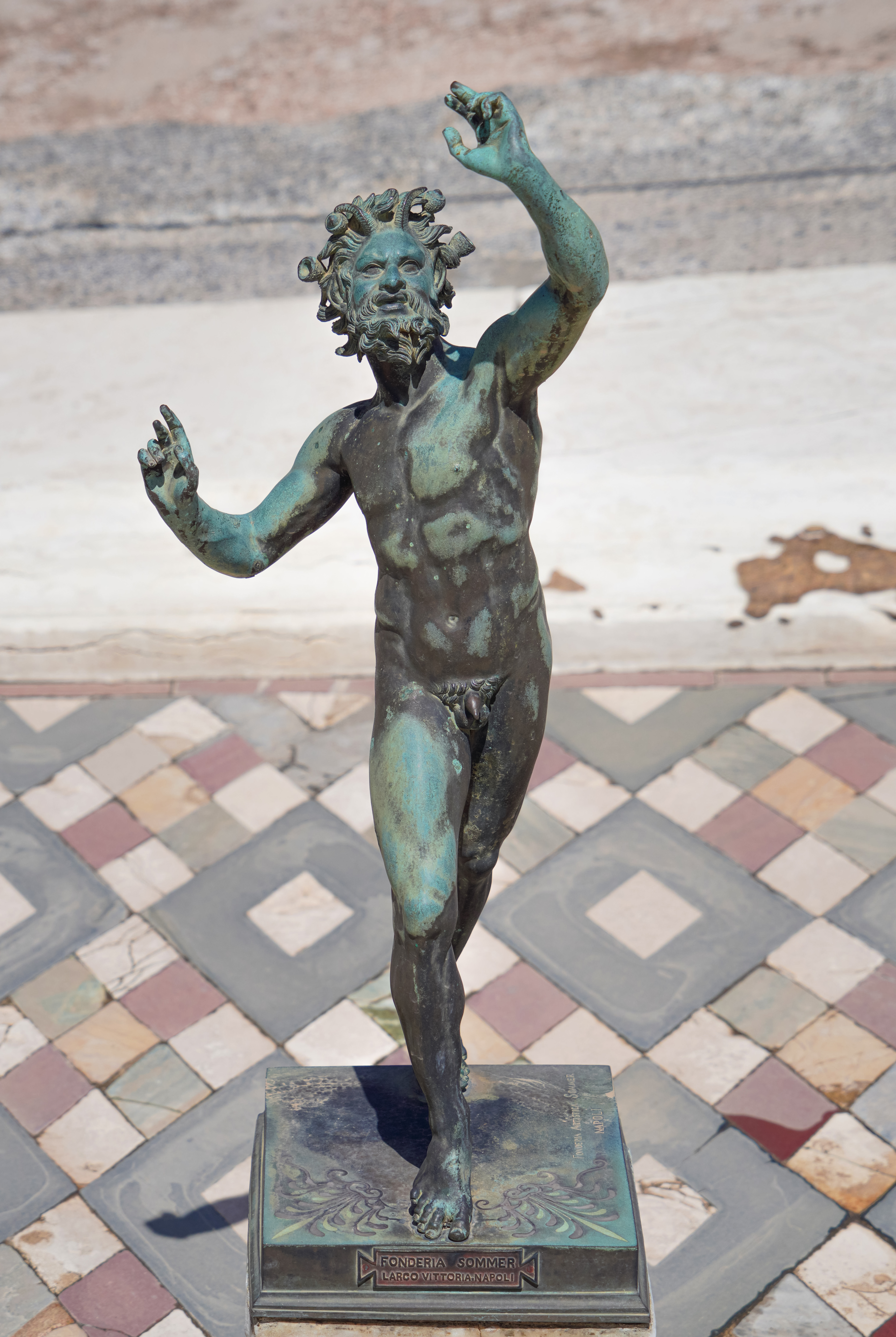
Reprodução do Fauno Dançarino.

A Casa do Fauno (em italiano:  Casa del Fauno) são as ruínas da casa construída durante o século II a.C. como uma das maiores e mais impressionantes casas romanas em Pompeia, na Itália, e alberga algumas impressionantes obras de arte. É uma das mais luxuosas casas aristocráticas da República Romana, e reflete este período melhor do que qualquer outra evidência arqueológica encontrada na própria Roma.

## História
A Casa do Fauno foi erguida no segundo século antes de Cristo, durante o período Sâmnio (200 - 80 a.C.). Há evidências, mais notadamente nas paredes orientais do átrio do pórtico, de que, após o terremoto de 62, a Casa do Fauno foi reconstruída ou restaurada, e de que a construção só foi usada como residência do século II a.C. até 79 quando, afinal, foi tornada inutilizável pela erupção do Vesúvio. Embora a erupção tenha sido devastadora, as camadas de cinza que cobriram a cidade abandonada preservaram as obras de arte, como os mosaicos da Casa do Fauno que, sem isso, certamente teriam sido destruídas ou se deteriorado com a passagem do tempo.
O lugar recebeu este nome por causa de uma estátua de bronze que representa um fauno dançarino localizada, originalmente, na lateral do implúvio, espécie de tanque para juntar as águas pluviais; foi, entretanto, movida para o centro, como se pode ver na figura. Fauno era uma figura da mitologia que os romanos associaram a Pã e aos sátiros, ou ainda aos seguidores selvagens do deus grego do vinho e da agricultura, Dionísio.
Os arqueólogos descobriram uma inscrição contendo o cognome Saturnino, sugerindo que a habitação pertencia a uma importante gens, ou clã, Sátria; um anel contendo o sobrenome Cassius também foi encontrado, sugerindo que alguém da família Cássios havia se casado com a do gens Sátria, ou morado na Casa do Fauno.

## Obras de arte

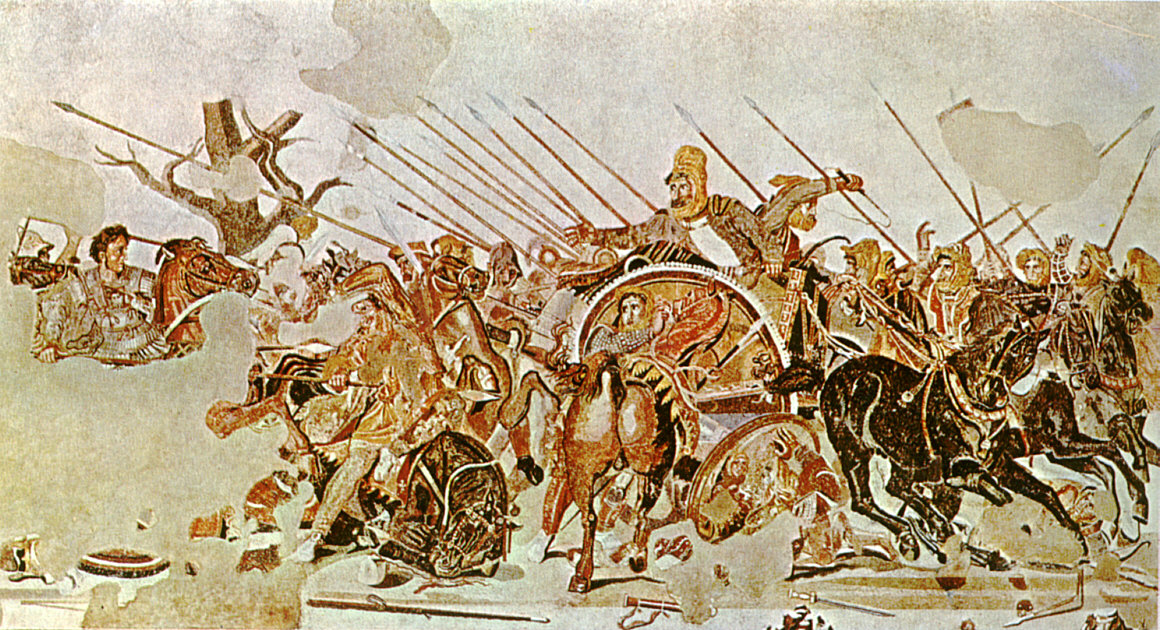
O mosaico de Alexandre.

A Casa do Fauno é mais conhecida por abrigar o famoso Mosaico de Alexandre, que descreve a batalha de Isso em 333 a.C. entre Alexandre, o Grande e Dario III. Esse mosaico foi inspirado por ou era cópia de uma pintura grega datada do século IV a.C., provavelmente do artista grego Filoxeno de Erétria. Ao contrário da maioria dos pavimentos pompeianos do final do segundo e começo do primeiro séculos, este mosaico é feito de tessela, e não do mais comum opus signinum, ou com outros tipos de pedra presas com argamassa.
O Mosaico de Alexandre é complementado por outros mosaicos no chão, com cenas Nilotas máscaras teatrais. Outros trabalhos dignos de nota da Casa são Fauno com Ninfa e o mosaico de peixe, uma peça que lembra outros mosaicos pompeanos.

## Arquitetura

Planta-baixa do edifício.

A construção possui cerca de 3500 m², ocupando todo um quarteirão da cidade, ou insulas. A casa pode ser dividida em cinco parte principais: o átrio toscano, átrio do pórtico, quartos de serviço e corredores, primeiro (ordem jônica) ou segundo (ordem dórica) peristilo e suas dependências correspondentes. Tal como muitas antigas casas romanas, a Casa do Fauno possuía uma taberna, ou loja frontal, e uma planta de edifício bastante sofisticada que revela muitos quartos. A entrada é ornada pela mensagem latina Have (ave) uma saudação que serve tanto aos que chegam quanto aos que partem.
Assim como outros ricos aristocratas da República, os donos da Casa do Fauno instalaram um sistema de banho (termas) privado, ou balneu (balneum). O quarto de banho ficava situado na ala doméstica, situada à direita da entrada e junto à cozinha, onde era aquecido por grande forno, ou prefúrnio. Os quartos dos empregados eram escuros e apertados, e não tinham muitas mobílias.
A casa apresentava belos jardins em peristilo, o segundo dos quais foi criado como um palco para recitais, mímica e pantomimas. Adicionalmente, a casa tinha uma passagem de entrada, vários quartos (cubículos; cubicula), salas de jantar (triclínios) para o verão e para o inverno, uma sala de recepção (oecus), e um escritório (tablino; tablinum).

## Ruínas

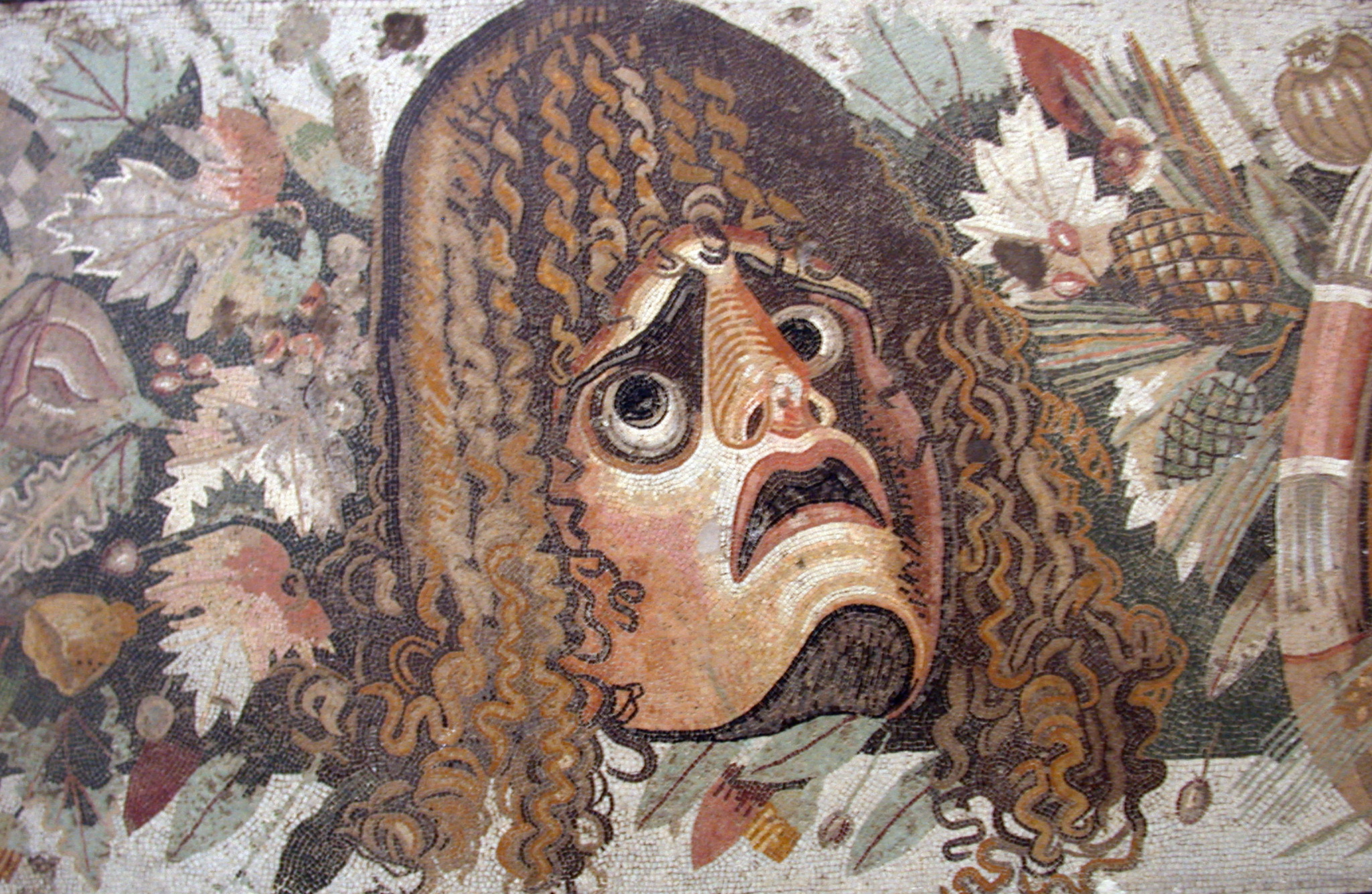
Máscara feita em mosaico.

Hoje os visitantes ainda podem explorar os restos da Casa do Fauno, na Pompeia moderna, ao longo da Via di Nola. Embora a maior parte das obras de arte originais tenham sido transferidas para o Museu Arqueológico Nacional de Nápoles, as peças mais famosas, como o Fauno Dançarino e o Mosaico de Alexandre, foram recriadas para apresentar aos turistas uma visão mais parecida do que era o original.
Pietro Giovanni Guzzo, arqueólogo superintendente de Pompeia em 2006, disse que "Eu quero que os visitantes tenham a impressão de estar entrando na mesma casa luxuosa da antiga Pompeia que seus donos moravam, antes de ser destruída pela erupção do Monte Vesúvio em 79 a.D."

## Galeria

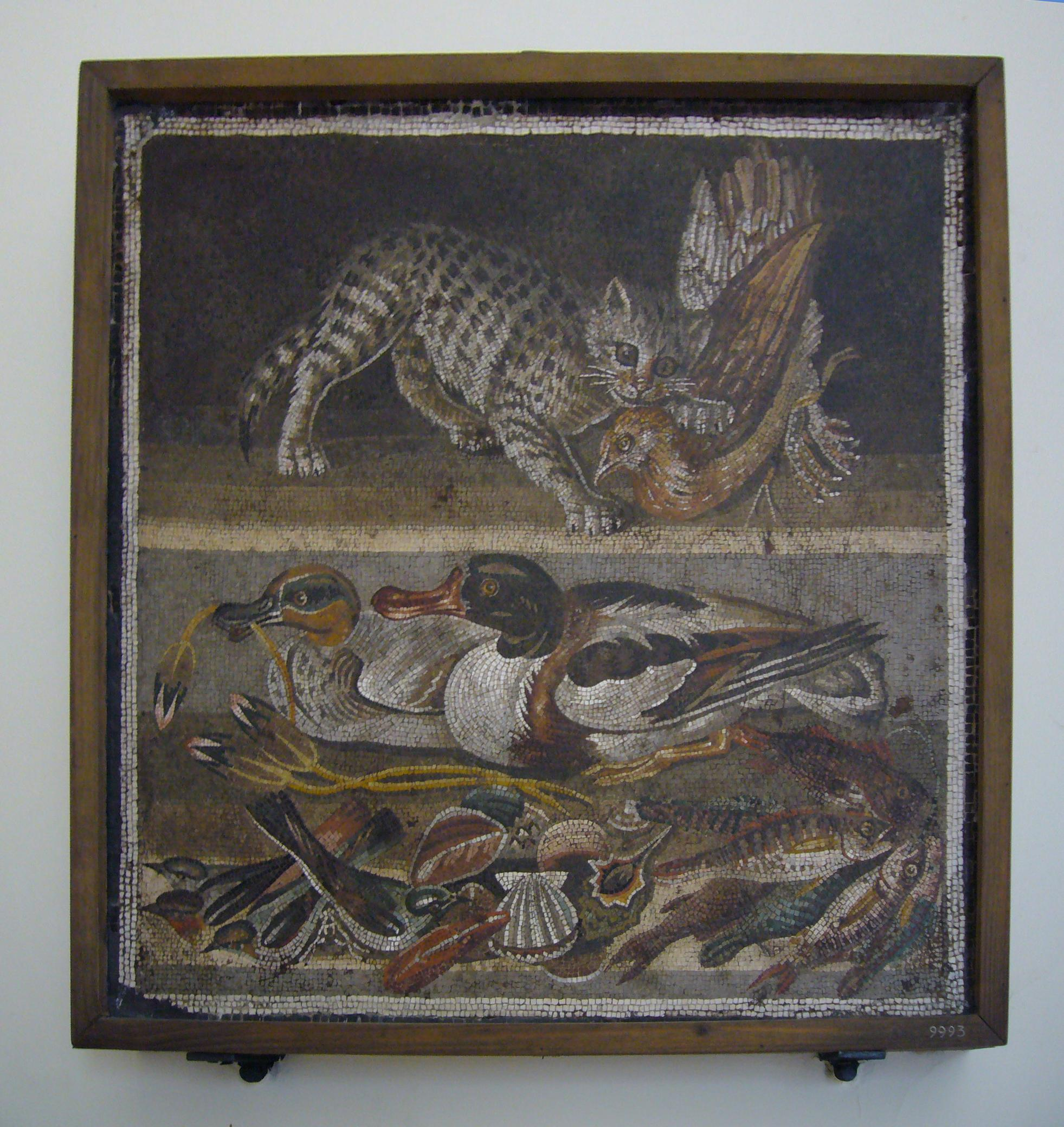
Mosaico de animais.
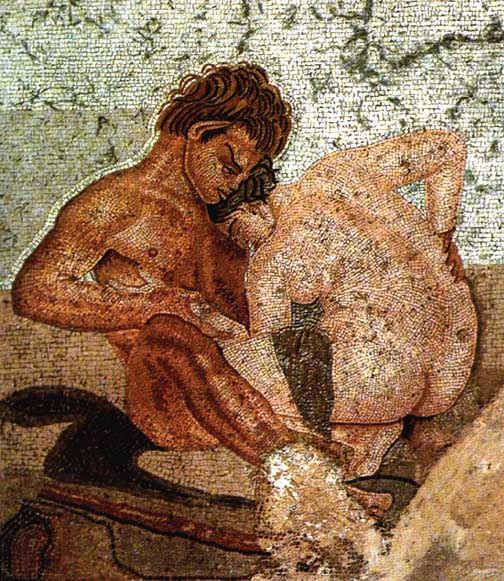
Mosaico erótico de Fauno com uma ninfa.
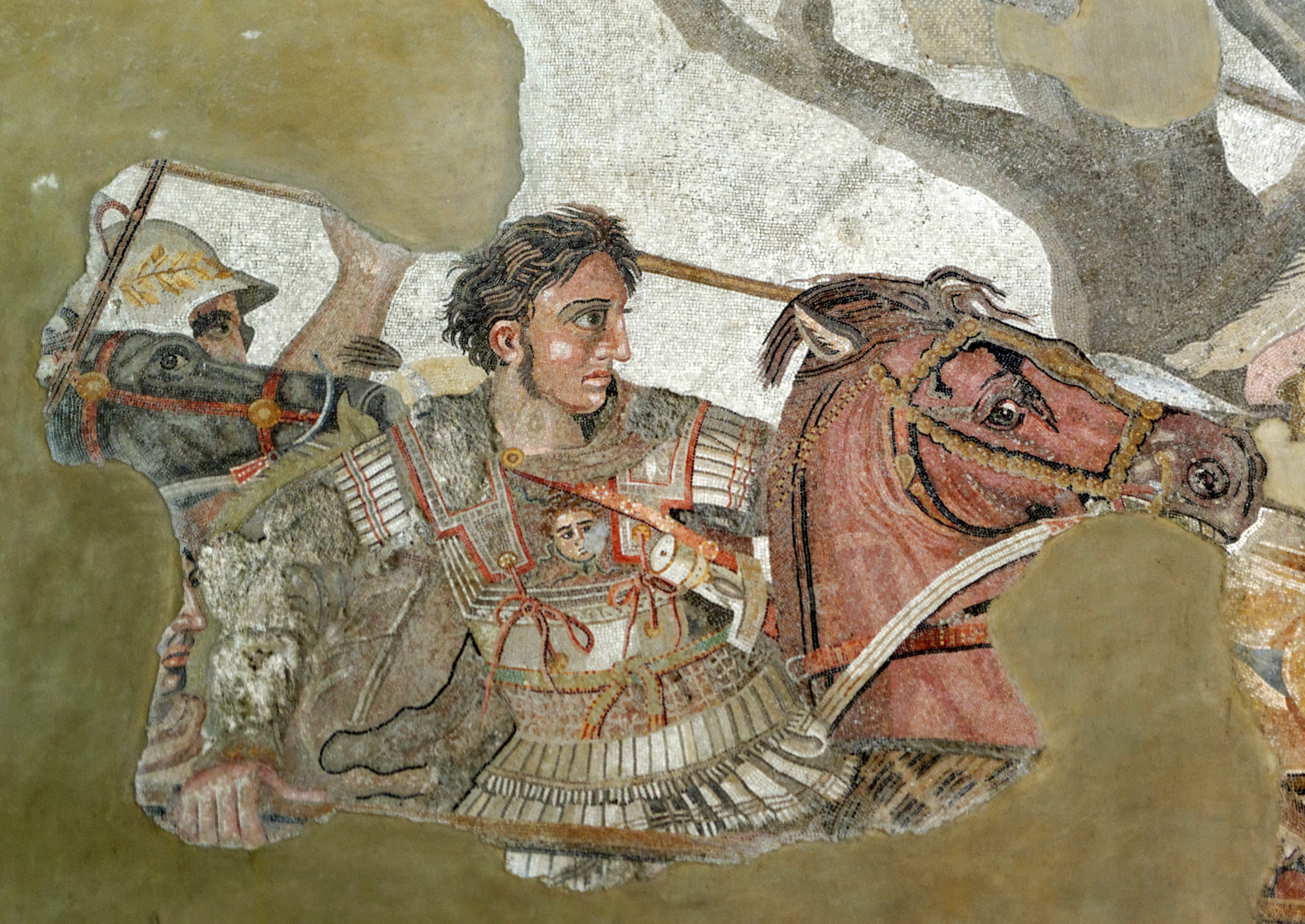
Detalhe do Mosaico de Isso.

## Leituras adicionais
- Butterworth, Alex; Laurence, Ray (2005). Pompeii: The Living City. New York: St. Martin's Press. ISBN 0312355858
- Hornblower, Simon; Spawforth, Antony (1996). The Oxford Classical Dictionary 3rd edition ed. Oxford: Oxford University Press
- Little, A. M. G. (1935). «The Decoration of The Hellenistic Peristyle House in South Italy». American Journal of Archaeology. 39 (3): 360–371. doi:10.2307/498623